# Vjekoslav Cvrlje
Dr. Vjekoslav Cvrlje (Vis, 22. ožujka 1915. – Zagreb, 30. studenoga 2006.) je hrvatski diplomat i vatikanist.
Bio je jednim od vođa antifašističkog ustanka u Splitu, a nakon Drugog svjetskog rata je bio časnikom JNA te poslije diplomatom socijalističke Jugoslavije. Bio je konzulom u Italiji, u Milanu, a poslije veleposlanikom SFRJ pri Svetoj Stolici od 1966. od 1971.
U samostalnoj Republici Hrvatskoj je obnašao dužnost člana saborskog Odbora za proslavu antifašizma.
U svojim se znanstvenim radovima bavi doprinosom Hrvata na crkvenom, kulturnom, znanstvenom i političkom području djelujući pri Svetoj Stolici, Vatikanom i njegovom diplomacijom...
Prema tvrdnjama osoba koje su svjedočile događajima i poznavale onodobne okolnosti, dr. Cvrlje je "sa svjetovne strane zaslužan što je Papinski hrvatski zavod svetog Jeronima (negdašnji Papinski ilirski zavod) u svome nazivu dobio atribut hrvatski, jer se osobno založio kod Tita te uspio dobiti njegov pristanak za preimenovanje te važne i ugledne institucije.".

## Djela
Objavio je nekoliko knjiga, a pisao je članke za Političku misao, Zbornik Diplomatske škole, Zbornik Diplomatske akademije, Našim temama.
- O događajima u Splitu 1941. godine , 1972.
- Društveno – politička i misaona pitanja u svijetu i situacija Katoličke crkve, 1975.
- Politika dijaloga pape Ivana XXIII, 1975.
- Vatikan u suvremenom svijetu , 1980.
- 20 godina od potpisivanja Protokola , 1986.
- Vatikanska dipolmacija - pokoncilski Vatikan u međunarodnim odnosima, 1992.
- Vatikan i kršćanska demokracija u Italiji , 1994.
- Ugovor između Svete Stolice i Republike Hrvatske , 1997.
- Diplomacija Dubrovačke Republike i Svete Stolice i njihovi odnosi , 1998.
- Znameniti Hrvati pri Svetoj Stolici - sutvorci kršćanske civilizacije, 2004.